# Invasive Procedures (Star Trek: Deep Space Nine)
"Invasive Procedures" és el quart episodi de la segona temporada de la sèrie de televisió de ciència-ficció estatunidenca Star Trek: Deep Space Nine, el 24è de tota la sèrie. Originalment es va emetre en redifusió a partir del 18 d'octubre de 1993. L'episodi va ser dirigit per Les Landau en base a un guió de Robert Hewitt Wolfe.
Ambientada al segle XXIV, la sèrie segueix les aventures a Espai Profund 9, una estació espacial situada prop d'un forat de cuc estable entre els Quadrants Alfa i Gamma de la Via Làctia, prop del planeta Bajor, mentre els bajorans es recuperen d'una brutal ocupació de dècades pels imperialistes cardassians. En aquest episodi s'explora l'espècie Trill, de la qual l'oficial del DS9 Jadzia Dax és membre: estan formades per un hoste i un simbiont, amb el simbiont passant d'hoste a hoste a mesura que l'anterior mor. En aquest episodi, un Trill amargat i desconnectat intenta robar el simbiont Dax de Jadzia.

## Argument
Durant una tempesta de plasma, Espai Profund 9 és evacuada, i només queda una tripulació mínima per mantenir l'estació fins que l'esdeveniment passi. Fent-se passar per un transport de càrrega en perill, un Trill no unit, un parell de mercenaris klíngons contractats i una antiga prostituta anomenada Mareel pugen a l'estació i dominen la tripulació. La major Kira intenta agafar per sorpresa Mareel, però Mareel la supera en lluita. El Trill, Verad, va sol·licitar una vegada unir-se a un simbiont i va ser rebutjat; ara vol el simbiont Dax. Després de retenir l'agent Odo, que canvia de forma, en un contenidor i prendre la resta de la tripulació com a ostatge, obliga el Dr. Bashir a transferir el simbiont al seu cos. Sense el seu simbiont, Jadzia morirà en qüestió d'hores.
Bashir fa que un dels klingons l'ajudi mentre intenta salvar la vida de Jadzia. Mentrestant, el comandant Sisko s'encarrega de Verad, que ara té els records de tots els hostes Dax, inclòs Curzon Dax, que era un amic molt proper i mentor de Sisko. Implora a Verad que ho arregli tot, però veu que té la intenció de deixar morir Jadzia. Mentrestant, Mareel, amb qui Verad havia fet amistat de jove, comença a adonar-se de quant ha canviat l'home des que va rebre el simbiont i comença a pensar que la unió pot haver estat una mala idea. No obstant això, ella li roman lleial.
El taberner Quark, que va ajudar Verad i la seva tripulació a abordar l'estació evitant el bloqueig de seguretat, fingeix estar ferit i així dóna a Bashir l'oportunitat de sedar un dels klíngons. Aleshores, obre el pany del contenidor que conté Odo. Un cop Verad descobreix què ha passat, es dirigeix cap a la seva nau, prenent Kira com a ostatge.
Quan Verad arriba a la seva nau, Odo ja ha alliberat les brides d'acoblament, deixant-lo encallat. Kira domina el klíngon que la subjecta, però en la confusió Verad s'escapa, dirigint-se cap a una altra nau. Mentrestant, Mareel ara sap que l'home que estima realment se n'ha anat i decideix ajudar Sisko. Sisko s'enfronta a Verad a la resclosa d'aire. Creient que Sisko no dispararà al seu vell amic i correrà el risc de danyar el simbiont recentment unit, Verad comença a marxar, però Sisko l'atordeix amb un faser. El simbiont Dax és retornat a Jadzia, deixant Verad sol amb si mateix una vegada més.

## Actors convidats
- John Glover - Verad
- Megan Gallagher - Mareel
- Tim Russ - T'Kar
- Steven Rankin - Yeto

## Producció
L'episodi va ser una petició dels productors de "Star Trek: Deep Space", que volien demostrar que no tots els Trill estan units amb un simbiòtic, sinó que aquesta és una característica especial que només uns quants Trill aconsegueixen.

## Càsting
Tim Russ interpreta el klingon T'Kar en aquest episodi; també va aparèixer en un paper antagònic similarment menor com a Devor a l'episodi de Star Trek: La nova generació "Una nau minada", i continuaria interpretant un dels membres principals de la tripulació, el vulcanià Tuvok, a Star Trek: Voyager.
Megan Gallagher, que va interpretar Mareel, també va interpretar la germana Faith Garland a l'episodi "Starship Down" de la quarta temporada de Star Trek: Deep Space Nine i la tinent Jaryn a l'episodi "Body and Soul" de la setena temporada de Star Trek: Voyager.

## Recepció
Keith DeCandido el va qualificar a tor.com el 2013 com un episodi lleugerament superior a la mitjana de Star Trek: Deep Space Nine. Va trobar que la història tenia algunes debilitats significatives. La necessitat d'evacuar l'estació semblava repetitiva, ja que ja havia estat el cas a l'episodi anterior The Siege. El pla de Verad depèn completament que l'estació estigui en gran part deserta; tanmateix, la tempesta que va fer necessària l'evacuació en primer lloc no era previsible. No queda clar per què Quark saboteja els sistemes de seguretat de l'estació quan només espera vendre alguna cosa. Igualment problemàtic és que Quark quedi impune per haver ajudat i instigat un intent d'assassinat. DeCandido va destacar positivament les converses de Kira i Sisko amb Mareel i Verad, així com l'actuació dels actors convidats, especialment John Glover, que interpreta excel·lentment tant el Verad original i tímid com el Verad segur de si mateix reunit amb Dax.
El 2018, SyFy va incloure aquest episodi a la seva guia de marató de sèries Jadzia Dax.

## Llançament
"The Siege" i "Invasive Procedures"  es van publicar en VHS junts al Regne Unit en una sola cinta de casset (número de catàleg VHR 2719).
Es va publicar en LaserDisc al Japó el 6 de juny de 1997 com a part de la col·lecció de mitja temporada 2a temporada Vol. 1, que tenia 7 discs de doble cara de 12". Els discs tenien pistes d'àudio en anglès i japonès.
El 17 de setembre de 1997, "The Siege" i "Invasive Procedures" es van publicar en un LaserDisc als Estats Units. Publicat per Paramount Home Video, el disc òptic de 12 polzades va utilitzar les dues cares durant una durada de 92 minuts amb les dues sèries.
L'1 d'abril de 2003, la segona temporada de "Star Trek: Deep Space Nine" es va publicar en discs de vídeo DVD, amb 26 episodis en set discs.
Aquest episodi es va publicar el 2017 en DVD amb la caixa de la sèrie completa, que tenia 176 episodis en 48 discs.